# Nikolaj Alexandrovič Alexejev
Nikolaj Alexandrovič Alexejev (rusky Николай Александрович Алексеев, * 23. prosince 1977, Moskva, SSSR) je ruský novinář, právník a LGBT aktivista. V uplynulých letech se hlavně zasazoval, jako organizátor moskevské Gay Pride, o právo na svobodu shromažďování LGBT osob v Rusku.

## Život
Narodil se a vyrostl v Moskvě, svoje studium na Lomonosovově univerzitě ukončil s vyznamenáním. Následně pokračoval na téže fakultě v doktorském studiu, avšak univerzitu musel opustit poté, co bylo zjištěno, že píše práci o právech sexuálních menšin v Rusku a ve světě.